# Тојнц
Тојнц (њем. Teunz) општина је у њемачкој савезној држави Баварска. Једно је од 33 општинска средишта округа Швандорф. Према процјени из 2010. у општини је живјело 1.975 становника. Посједује регионалну шифру (AGS) 9376171.

## Географски и демографски подаци
Тојнц се налази у савезној држави Баварска у округу Швандорф. Општина се налази на надморској висини од 448 метара. Површина општине износи 30,7 km². У самом мјесту је, према процјени из 2010. године, живјело 1.975 становника. Просјечна густина становништва износи 64 становника/km².

## Међународна сарадња
| Мјесто   | Држава   | Врста сарадње | Од    |
| -------- | -------- | ------------- | ----- |
| Нађмањок | Мађарска | партнерство   | 1990. |
|          | Чешка    | контакт       | 1990. |
| Извор    |          |               |       |